# Tropicomyia malayensis
Tropicomyia malayensis är en tvåvingeart som beskrevs av Mitsuhiro Sasakawa 1988. Tropicomyia malayensis ingår i släktet Tropicomyia och familjen minerarflugor. Inga underarter finns listade i Catalogue of Life.